# Identitetslagar
Identitetslagar kallas fyra grundläggande principer inom predikatlogiken som uttalar sig om identitetsrelationen, det vill säga om förhållandet mellan minst två ting som är identiska med varandra. Dessa fyra är (med deras vanligen använda engelska namn):
1. Indiscernibility of identicals, som säger att om a = b, är allt som är sant om a, också sant om b.
2. Reflexivity of identity, som säger att satser som b = b, alltid är sanna.
3. Symmetry of identity, som säger att ur b = c följer c = b.
4. Transitivity of identity, som säger att ur a = b och b = c följer a = c.

Dessa ses vanligen som fundamentala tankelagar som inte behöver bevisas för att accepteras. Det kan också noteras att de två senare lagarna följer från de två första.